# World Team Cup 2011
De Power Horse World Team Cup 2011  werd gehouden van 15 tot en met 21 mei 2011 in het Duitse Düsseldorf. Het was de drieëndertigste editie van het tennistoernooi tussen landen. Dit toernooi bestaat uit twee singlepartijen en één dubbelpartij.
Het Duitse team won voor de vijfde keer de World Team Cup.

## Groepsfase

### Blauwe Groep

#### Eindstand
| Pos. | Land      | W | V | Wedstr. | Sets  |
| ---- | --------- | - | - | ------- | ----- |
| 1.   | Duitsland | 2 | 1 | 6–3     | 13–9  |
| 2.   | Servië    | 2 | 1 | 4–5     | 10–11 |
| 3.   | Rusland   | 1 | 2 | 4–5     | 10–12 |
| 4.   | Servië    | 1 | 2 | 4–5     | 10–11 |

#### Wedstrijden
| Servië                             | - | Duitsland                          | 0 - 3            |
| ---------------------------------- | - | ---------------------------------- | ---------------- |
| Janko Tipsarević                   | - | Philipp Kohlschreiber              | 4-6, 6-7(5)      |
| Viktor Troicki                     | - | Florian Mayer                      | 2-6, 2-6         |
| Janko Tipsarević Nenad Zimonjić    | - | Christopher Kas Philipp Petzschner | 7-5, 3-6, [7-10] |
| Spanje                             | - | Rusland                            | 1 -2             |
| Marcel Granollers                  | - | Michail Joezjny                    | 3-6, 4-6         |
| Daniel Gimeno Traver               | - | Igor Andrejev                      | 5-7, 6-4, 6-7(6) |
| Marcel Granollers Eduardo Schwank  | - | Victor Baluda Dmitri Toersoenov    | 6-4, 6-2         |
| Duitsland                          | - | Spanje                             | 1 - 2            |
| Florian Mayer                      | - | Marcel Granollers                  | 4-6, 6-4, 6-2    |
| Philipp Kohlschreiber              | - | Daniel Gimeno Traver               | 4-6, 6-2, 3-6    |
| Christopher Kas Philipp Petzschner | - | Marcel Granollers Marc López       | 6-7(7), 3-6      |
| Servië                             | - | Rusland                            | 2 - 1            |
| Dušan Lajović                      | - | Igor Andrejev                      | 1-6, 7-6(6), 6-4 |
| Viktor Troicki                     | - | Michail Joezjny                    | 6-3, 6-1         |
| Janko Tipsarević Viktor Troicki    | - | Igor Andrejev Dmitri Toersoenov    | 3-6, 6-4, [5-10] |
| Servië                             | - | Spanje                             | 2 - 1            |
| Viktor Troicki                     | - | Marcel Granollers                  | 6-4, 6-4         |
| Janko Tipsarević                   | - | Daniel Gimeno Traver               | 7-6(5), 6-1      |
| Dušan Lajović Nenad Zimonjić       | - | Marcel Granollers Marc López       | 3-6, 1-6         |
| Duitsland                          | - | Rusland                            | -                |
| Philipp Petzschner                 | - | Igor Andrejev                      | 6-2, 6-4         |
| Philipp Kohlschreiber              | - | Michail Joezjny                    | 2-6, 3-6, 2-6    |
| Florian Mayer Philipp Petzschner   | - | Igor Andrejev Dmitri Toersoenov    | 6-7(6), 4-6      |

### Rode Groep

#### Eindstand
| Pos. | Land             | W | V | Wedstr. | Sets  |
| ---- | ---------------- | - | - | ------- | ----- |
| 1.   | Argentinië       | 3 | 0 | 8–1     | 16–2  |
| 2.   | Verenigde Staten | 2 | 1 | 4–5     | 10–11 |
| 3.   | Zweden           | 1 | 2 | 4–5     | 9–12  |
| 4.   | Kazachstan       | 0 | 3 | 2–7     | 5–15  |

#### Wedstrijden
| Argentinië                          | - | Kazachstan                          | 3 - 0               |
| ----------------------------------- | - | ----------------------------------- | ------------------- |
| Juan Mónaco                         | - | Sam Querrey                         | 6-4, 6-0            |
| Juan Ignacio Chela                  | - | Michail Koekoesjkin                 | 6-1, 6-2            |
| Máximo González Juan Mónaco         | - | Andrej Goloebev Michail Koekoesjkin | 6-4, 6-3            |
| Verenigde Staten                    | - | Zweden                              | 2 - 1               |
| John Isner                          | - | Christian Lindell                   | 6-4, 6-1            |
| Sam Querrey                         | - | Robin Söderling                     | 7-5, 5-7, 6-7(3)    |
| Mardy Fish John Isner               | - | Simon Aspelin Robert Lindstedt      | 4-6, 7-6(5), [10-4] |
| Verenigde Staten                    | - | Kazachstan                          | 2 - 1               |
| Mardy Fish                          | - | Andrej Goloebev                     | 6-4, 6-2            |
| Sam Querrey                         | - | Michail Koekoesjkin                 | 6-3, 5-7, 5-7       |
| Mardy Fish John Isner               | - | Andrej Goloebev Michail Koekoesjkin | 6-3, 7-6(10)        |
| Argentinië                          | - | Zweden                              | 2 - 1               |
| Máximo González                     | - | Robin Söderling                     | 1-6, 4-6            |
| Juan Ignacio Chela                  | - | Christian Lindell                   | 6-1, 6-1            |
| Juan Ignacio Chela Juan Mónaco      | - | Simon Aspelin Robert Lindstedt      | 7-6(1), 6-0         |
| Verenigde Staten                    | - | Argentinië                          | 0 - 3               |
| Mardy Fish                          | - | Juan Mónaco                         | 6-7(4), 5-7         |
| John Isner                          | - | Juan Ignacio Chela                  | 1-6, 6-7(1)         |
| John Isner Sam Querrey              | - | Máximo González Juan Mónaco         | 2-6, 4-6            |
| Kazachstan                          | - | Zweden                              | 1 - 2               |
| Michail Koekoesjkin                 | - | Christian Lindell                   | 6-0, 6-1            |
| Andrej Goloebev                     | - | Robin Söderling                     | 7-6(4), 6-7(7), 3-6 |
| Andrej Goloebev Michail Koekoesjkin | - | Simon Aspelin Robert Lindstedt      | 6-7(6), 1-6         |

## Finale
| Duitsland                                | - | Argentinië                         | 2 - 1       |
| ---------------------------------------- | - | ---------------------------------- | ----------- |
| Florian Mayer                            | - | Juan Mónaco                        | 7-6(4), 6-0 |
| Philipp Kohlschreiber                    | - | Juan Ignacio Chela                 | 4-6, 6-7(4) |
| Philipp Petzschner Philipp Kohlschreiber | - | Juan Ignacio Chela Máximo González | 6-3, 7-6(5) |